# Вегерле, Рой
Рой Вегерле (англ. Roy Wegerle; род. 19 марта 1964, Претория) — американский футболист южноафриканского происхождения, полузащитник. Известен по выступлениям за сборную США. Участник чемпионатов мира 1994 и 1998.

## Клубная карьера
Вегерле начал карьеру в ЮАР, выступая за молодёжную команду «Аркадия Шепардс», а после переезда в США за команду Южно-Флоридского университета «Буллз». В 1980 году Рой ездил на просмотр в «Манчестер Юнайтед».
В 1984 году он был выбран на драфте колледжа в команду «Тампа-Бэй Раудис». За новый клуб он сыграл 21 матч, забил 9 мячей и отдал 17 результативных передач, по окончании сезона Вегерле был признан Новичком Года. С 1984 по 1986 он выступал в Лиге «Такома Старз». В 1986 году Рой переехал в Англию в лондонский «Челси», где выступал за команду дублёров. 24 марта 1988 года он перешёл в «Суиндон Таун» на правах аренды  (недоступная ссылка с 15-03-2014 [4141 день] — история, копия). После окончания сезона Рой перешёл подписал контракт с клубом «Лутон Таун», сумма трансфера составила 75 тыс. фунтов. В «Лутоне» он стал лидером команды и в 1990 году за 1 млн фунтов перешёл в «Куинз Парк Рейнджерс». Вегерле занял третье место в списке бомбардиров сезона и получил награду за самый красивый гол сезона, забитый в ворота «Лидс Юнайтед».
В марте 1992 года Рой перешёл в «Блэкберн Роверс». Сумма трансфера составила 1,1 млн фунтов. Он помог команде выйти в Премьер-лигу, но с приходом Алана Ширера, игровое время Вегерле сократилось. В марте 1993 года Рой перешёл в «Ковентри Сити». Несмотря на череду травм он сыграл за «Сити» 53 матча и забил 9 мячей.
В 1996 году с образованием MLS Вегерле, как и многие звезды национальной сборной США вернулись на родину. Новым клубом Роя стал «Колорадо Рэпидз», но больших успехов с ним Вегерле не добился.
В 1997 году он был обменян на Стива Раммела в «Ди Си Юнайтед». После «Юнайтед» Вегерле ещё сезон отыграл за «Тампа-Бэй Мьютини», после чего закончил карьеру.

## Сборная США
В 1991 году Вегерле получил американское гражданство, после того, как женился на американке. 30 мая 1992 года в матче против сборной Ирландии он дебютировал за сборную США. За национальную команду Вегерле выступал на Кубке конфедераций 1992 и Золотом кубке КОНКАКАФ 1993. 8 января 1994 года Рой получил травму колена, но успел восстановиться к домашнем чемпионату мира, и стал одним из ключевых футболистов турнира. Он принял участие во всех матчах соревнования против сборных Швейцарии, Румынии, Колумбии и Бразилии.
В 1998 году он во второй раз поехал на первенство мира во Францию, но из-за большого количества травм, принял участие только в матчах против Германии и Ирана, появляясь на замену.
В том же году Рой выступал за сборную на Золотом кубке КОНКАКАФ, где помог команде завоевать серебряные медали.
За сборную Рой сыграл 41 матчей и забил 7 мячей.

## Достижения
Международные
США
- Серебряный призёр золотого кубка КОНКАКАФ: 1993, 1998

## Личная жизнь
У Вегерле есть два брата Джордж и Стив, которые тоже являлись профессиональными футболистами. В 1987 году у Роя родился сын.
После окончании карьеры футболиста Вегерле на профессиональном уровне играл в гольф.